# All-American Basketball Alliance
La All-American Basketball Alliance (AABA) è stata una lega professionistica di pallacanestro negli Stati Uniti d'America.
La lega disputò una sola stagione, nel 1978. Il campionato venne interrotto per il fallimento della lega il 2 febbraio 1978.

## Albo d'oro
- 1978 -  Rochester Zeniths